# Mohammad Bagher Ghalibaf
Mohammad Bagher Ghalibaf (ur. 23 sierpnia 1961 w Torghabe) – irański polityk, burmistrz Teheranu w latach 2005–2017, przewodniczący Islamskiego Zgromadzenia Konsultatywnego od 2020.

## Kariera wojskowa
W młodości Ghalibaf wziął udział w wojnie iracko-irańskiej (1980–1988) i rozpoczął swoją karierę w armii. W wieku 19 lat był jednym z dowódców sił obronnych w czasie wojny z Irakiem. W wieku 22 lat był dowódcą sił rozlokowanych w rejonie Nasr. Objął również funkcję zastępcy dowódcy Sił Oporu i Związku Mobilizacji Uciemiężonych. W 1996 roku otrzymał stopień generała majora. W 1998 roku został mianowany dowódcą Sił Powietrznych Armii Strażników Rewolucji Islamskiej. 
W 1996 roku Ghalibaf uzyskał tytuł magistra nauk geopolitycznych, a pięć lat później tytuł doktora geopolityki na Uniwersytecie Tarbijat Modares w Teheranie.

## Kariera polityczna
Po protestach studenckich w Iranie w lipcu 1999 roku, Ghalibaf został mianowany przez najwyższego przywódcę Iranu Alego Chamenei szefem sił policyjnych Islamskiej Republiki Iranu. Jako szef policji, Ghalibaf skuteczne powstrzymał protesty studenckie w 2003 roku i zakończył je bez rozlewu krwi. 
5 kwietnia 2005 złożył swoją rezygnację ze stanowiska, by wziąć udział w wyborach prezydenckich. Jego kandydaturę zaakceptował Chamenei. W wyborach prezydenckich w czerwcu zdobył 13,89% głosów. Zwycięstwo odniósł w nich burmistrz Teheranu Mahmud Ahmadineżad. 
4 września 2005 Ghalibaf został wybrany przez Radę Miejską burmistrzem Teheranu, po tym jak 28 czerwca zrezygnował z tego stanowiska Ahmadineżad. 
W 2008 roku był kandydatem do nagrody „World Mayor”.